# Haploa
Haploa is een geslacht van vlinders uit de familie van de spinneruilen (Erebidae).

## Soorten
- Haploa clymene (Brown, 1776)
- Haploa colona (Hübner, [1804] 1800-1803)
- Haploa confusa (Lyman, 1887)
- Haploa contigua (Walker, 1855)
- Haploa fulvicosta Clemens, 1860
- Haploa lecontei (Guérin-Méneville, 1832)
- Haploa reversa (Stretch, 1885)
- Haploa vestalis Packard, 1864